# Seuthessus
Seuthessus is een geslacht van hooiwagens uit de familie Assamiidae.
De wetenschappelijke naam Seuthessus is voor het eerst geldig gepubliceerd door Kauri in 1985. 

## Soorten
Seuthessus is monotypisch en omvat slechts de volgende soort:
- Seuthessus pustulatus